# Scirpus polystachyus
Scirpus polystachyus là loài thực vật có hoa trong họ Cói. Loài này được F.Muell. miêu tả khoa học đầu tiên năm 1855.